# Grevskabet Østfrisland
Grevskabet Østfrisland (nederlandsk: Graafschap Oost-Friesland) var et grevskab fra 1464 til 1744, fra 1662 dog styret af en fyrste, beliggende i det nuværende Nedersachsen.

## Historie
Oprindeligt var Ostfriesland en del af den større frisiske rige. Friserne havde næsten ingen højere autoritet over sig. Der fandtes imidlertid respekterede familier af høvdinge (Häuptling), der stræbte at øge deres, for det meste lokale, magt og indflydelse. I det 15. århundrede lykkedes det Cirksena-dynastiet at etablere sin autoritet i praktisk taget hele Ostfriesland. I 1464 blev Ulrich I af Ostfriesland hævet til status af greve af Frederick III, hellige romerske kejser, og Ostfriesland blev et grevskab.

### Oprindelse af grevskabet
I 1430 ledet af høvding Edzard Cirksena Greetsiel blev en frihedsalliance dannet mod den regerende Focko Ukena. Sammen med sin broder Ulrich, formåede Edzard at fjerne Ukena-fraktionen fra magten. Efter ægteskabet i 1455 mellem Ulrich Cirksena og Theda Ukena, et barnebarn af hans fjende, blev størstedelen af Ostfriesland forenet. Kun herskaberne Jever og Friedeburg kunne bevare deres uafhængighed. Sibet Attena, en nevø og hjælp til Ulrich modtog herskaberne Esens, Stedesdorf og Wittmund, der tilsammen dannede Harlingerland. Harlingerland forblev under den højere myndighed af Cirksena-familien. Fordi Ocko I tom Brok havde givet området til greven af Holland i 1381, var stillingen for herskerne i Ostfriesland uklar. Herskeren af Ostfriesland besluttede at forbedre sin situation ved at vende sig direkte til den hellige romerske kejser. Som et resultat ophøjede kejser Frederik III i 1464 Ulrich til en kejserlig greve. Kejseren gav Ulrich I fyrsteligt grevskab i Norden, Emden, Emisgonien i Ostfriesland.

### Konsolidering af grevskabet
Efter af Ulrich Is død regerede hans enke Theda på vegne af deres børn, der stadig var mindreårige. Theda formåede at modstå trusler fra hertug Karl den Dristige af Bourgogne og grev Gerd af Oldenburg. I 1481 tilføjede hun fyrstedømmet Fredeburg tilgrevskabet. Under hendes søn Edzard I, der var skænderier med høvdinge i Harlingerland og Jeverland og med fyrstbiskoppen af Münster og Hanse-byen Hamborg. Jeverland og Harlingerland forblev selvstændige, men Butjadingen blev underlagt østfrisiske myndighed.

### Kampen for de frisiske lande
En ny situation blev skabt med udnævnelsen af George af Sachsen som kejserlig statholder over Friesland af Maximilian I, Det hellige tysk-romerske riges kejser. Denne udnævnelse var den sidste forsøg på at forene hele Frisland under ét hersker. Grev Edzard anerkendte George som sin feudale herre. Oprør brød imidlertid ud i Friesland og Groninger Ommelanden. I 1506 brød Edzard sin troskab til George og dannede i stedet en alliance med Groningen. Edzard var nu anerkendt af Groninger Ommelanden som sin hersker. I 1512 blev primogenituren indført for at bevare den nyoprettede enhed. I 1515 overdrog George af Sachsens efterfølgere deres ret til Friesland til hertug Karl af Burgund, den senere kejser Karl V. Konflikten endte i 1517 i en traktat mellem Edzard og Karl, hvor Karl anerkendte Edzards besiddelser som et kejserligt grevskab.

### Reformationen
Efter 1519 nåede den protestantiske reformation Ostfriesland, i første omgang med en meget tolerant indstilling til katolicismen. Efter, at Edzard I blev efterfulgt af sin søn Enno II i 1528, begyndte undertrykkelsen af katolicismen. De fleste østfrisiske klostre og abbedier blev sekulariserede. Bortset fra dette opstod en splittelse mellem lutheranere og calvinister.

### Ægteskabspolitik og territorial udstrækning
I 1517 blev der indgået en aftale, hvori ægteskabet mellem Enno II og Maria Jever var planlagt. Men Enno II brød aftalen og giftede sig i stedet med Anna af Oldenburg i 1529. I dette ægteskab blev givet til Oldenburg, og til gengæld opgav Oldenburg sine krav på Jever. Som reaktion fordrev Maria af Jever østfrisiske besættere af Jever i 1531, og i 1532 anerkendte hun hertugen af Bourgogne, Karl V som hendes feudale herre. Harlingerland blev udlånt til Hertugdømmet Geldern.

### Nederlandsk intervention
Grevens magtstilling blev sat under pres i det 16. århundrede, delvist på grund af den hollandske oprør. Byen Emden blev en populær destination for hollandske calvinister flygtet fra religiøs forfølgelse i Holland. Grev Edzard II var imidlertid luthersk. I 1595 blandede Den hollandske Republik sig i striden mellem byen og greven med traktaten Delfzijl, hvor den lutherske greve anerkendte hollandske indflydelse og den (calvinistiske) reformerte kirke. Hollandske soldater blev stationerede i Emden og Leer.
I 1602 forsøgte grev Enno at drive hollænderne ud med støtte fra kejseren og den spanske konge, men han blev afvist. I en ny traktat af 1603 blev han tvunget til at acceptere den hollandske besættelse og religiøse konsekvenser for en ubestemt tid. I Trediveårskrigen invaderede fyrstelige tropper grevskabet i 1628. Skønt de ikke stødte sammen med de hollandske tropper i grevskabet, stoppede De hollandske stater forsyninger til Eems.

### Status efter 1744
Området tilfaldt Preussen i 1744. Efter Emden-konventionen indgået den 14. marts 1744 mellem byen Emden og Frederik den Store af Preussen fik sidstnævnte lov til at marchere uden modstand i Ostfriesland, da den sidste greve Karl Edzard døde den 25. maj uden børn.
I 1807 blev det annekteret af Frankrig og tilføjet til Kongeriget Holland som departement Øst-Frisland. Efter at Frankrig direkte annekterede riget i 1810, blev området en del af Fransk Ems-Orientale departement. I 1815 blev det tilføjet til Kongeriget Hannover. I dag er det en del af den tyske delstat Niedersachsen.